# 第13飛行師団 (日本軍)
第13飛行師団（だいじゅうさんひこうしだん）は、日本陸軍の航空師団の一つ。

## 沿革
1945年（昭和20年）2月、南中国における作戦担当のため南京で編成され、漢口に司令部を置いた。当初は広東方面の対上陸航空戦備、同作戦を担うこととなった。
1945年5月、第5航空軍が朝鮮進出となり、第5航空軍が担当していた中支方面三角地帯（上海、南京、杭州）の東西航空戦備も担当となり、司令部を南京に移した。

## 師団概要
- 司令部通称号：隼2210
- 使用機種：一式戦闘機・四式戦闘機・九九式襲撃機・九九式双発軽爆撃機・一〇〇式司偵・九八式直接協同偵察機

### 歴代師団長
- 吉田喜八郎 中将：1945年3月1日 - 終戦[1]

### 参謀長
- 堂薗勝二 中佐：1945年3月5日 - 終戦[2]

### 最終司令部構成
- 参謀長：堂薗勝二大佐
  - 参謀：村岡長江中佐
  - 参謀：前川国雄少佐
  - 参謀：小松演少佐
- 兵器部長：井上静雄中佐
- 経理部長：高橋素主計中佐
- 軍医部長：八木勇軍医中佐

### 最終所属部隊
戦闘部隊
- 第1飛行団司令部：原田潔大佐
  - 飛行第25戦隊（一式戦）：金沢知彦少佐
  - 飛行第48戦隊（一式戦）：鏑木健夫少佐
  - 飛行第85戦隊（四式戦）：斎藤藤吾少佐
- 第2飛行団司令部：松本理教大佐
  - 飛行第6戦隊（襲撃）：広田一雄中佐
  - 飛行第9戦隊（戦闘）：平家輔少佐
- 第8飛行団司令部：弘中孫六大佐
  - 飛行第16戦隊（軽爆）：佐藤大六少佐
  - 飛行第44戦隊（偵察）：沢山義治少佐
  - 飛行第82戦隊（司偵）：奥村房夫少佐
  - 飛行第90戦隊（軽爆）：鈴木武男少佐
- 独立飛行第54中隊（直協）：岡本良夫少佐

飛行場部隊
- 第5航空地区司令部：巨勢寛弼中佐
- 第16航空地区司令部：松本征夫大佐
- 第26航空地区司令部：清水勗大佐
- 第50航空地区司令部：光岡均中佐
- 第56航空地区司令部：飯島宇八大佐
  - 第4飛行場大隊：福島勲少佐
  - 第57飛行場大隊：滝本一正少佐
  - 第58飛行場大隊：大西俊太大尉
  - 第59飛行場大隊：飯島仲秋少佐
  - 第60飛行場大隊：三宅升信少佐
  - 第91飛行場大隊：
  - 第96飛行場大隊：長通豊少佐
  - 第104飛行場大隊：横山達少佐
  - 第105飛行場大隊：城戸君蔵少佐
  - 第106飛行場大隊：国岡完少佐
  - 第129飛行場大隊：住友武寿少佐
  - 第135飛行場大隊：中島藤吉少佐
  - 第168飛行場大隊：
  - 第184飛行場大隊：鈴木秀雄少佐
  - 第186飛行場大隊：長岡英夫少佐
  - 第217飛行場大隊：大高吉治大尉
  - 第218飛行場大隊：
  - 第219飛行場大隊：
  - 第220飛行場大隊：中村進少佐

通信関連部隊
- 第5航空通信団司令部（南京）：桜井徳三郎大佐
  - 第4航空通信連隊（南京）：岩間行雄中佐
  - 第14航空通信連隊（北京）：讃岐武二中佐
  - 第15航空通信連隊（漢口）：宮村信幸大佐
  - 第23航空通信連隊（広東）：須藤三作中佐
  - 第24航空通信連隊：栗栖信之中佐
  - 第5航空固定通信隊：鷹羽泰治郎少佐
  - 第5航空測量隊：我部俊雄少佐